# La Chapelle-Blanche (Savoie)
La Chapelle-Blanche település Franciaországban, Savoie megyében. Lakosainak száma 591 fő (2022. január 1.). La Chapelle-Blanche Le Moutaret, Saint-Maximin, Détrier, Laissaud, Les Mollettes és Villaroux községekkel határos.

## Népesség
A település népességének változása:
| Lakosok száma | 535  | 556  | 573  | 561  | 566  | 572  | 577  | 583  | 591  |
|               | 2013 | 2015 | 2016 | 2017 | 2018 | 2019 | 2020 | 2021 | 2022 |